# تشارلز دبليو. بيتس
تشارلز دبليو. بيتس (بالإنجليزية: Charles W. Bates)‏ هو مهندس معماري أمريكي، ولد في 1879 في ويلينغ في الولايات المتحدة، وتوفي بنفس المكان في 1929.